# شهرستان کاپان
شهرستان کاپان (ارمنی: Ղափանի շրջան) یکی از سی و هفت شهرستان در تقسیم‌بندی جمهوری شوروی سوسیالیستی ارمنستان بود. مرکز این شهرستان کاپان بود. طبق سرشماری سال ۱۹۸۷ میلادی جمعیت آن بالغ بر ۶۱٬۵۰۰ تن و مساحت آن ۱۳۷۱ کیلومتر مربع بود.

## مناطق مسکونی
- آگاراک
- hy:Աթկիզ - اکنون خالی از سکنه است
- آغوانی
- آنتاراشات
- آجاباج
- آراجادزور
- Արծվանիկ
- hy:Բայդաղ - ۱۹۵۹ (میلادی) به شهر کاپان متصل شده‌است
- بهارلو (سیونیک)|
- hy:Բաղաբուրջ - ۱۹۵۸ (میلادی) به شهر کاپان متصل شده‌است
- Բաշքյանդ - به شهر کاپان متصل شده‌است
- hy:Բարաբաթում - هم‌اکنون به شهر کاپان متصل شده‌است
- Բեխ - ۱۹۶۰دهه  (میلادی) به شهر کاپان متصل شده‌است
- گغانوش
- گغی
- گوماران
- داویت بک
- تاوروس
- یغوارد
- hy:Եմազլու - ۱۹۴۰ (میلادی) ապաբնակեցվել է
- hy:Զարնալի
- hy:Ըրկենանց - ۱۹۵۹ (میلادی) به روستای چاپنی متصل شده‌است
- اینجوار - ۱۹۵۰دهه  (میلادی) به روستای یغگ متصل شده‌است
- لرنادزور
- آچانان
- خدرانتس
- تساو
- کاغنوت
- کاوارت - ۱۹۳۱ بعد از (میلادی) به شهر کاپان متصل شده‌است
- hy:Հանդ Վերին - ۱۹۶۰ بعد از (میلادی) به شهر کاجاران متصل شده‌است
- وچتی
- Հունուտ - ۱۹۶۰-ական թվականներին միացվել է نوراشنیک գյուղին
- دزوراستان
- وانک
- دیتسمایری
- کاوچوت
- چاکاتن
- موسالام
- نرکین گیراتاغ
- بارگوشات
- نرکین خوتانان
- نرکین هاند
- نوراشنیک
- hy:Նորաշենիկ Ներքին - متروکه‌شده ۱۹۳۰-ական թվականներին
- یغگ
- شیکاهوغ
- شیشکرت
- شرونانتز
- Չայքենդ
- چاپنی
- hy:Չափնի Վերին - متروکه‌شده ۱۹۲۶ بعد از (میلادی)
- چوبان‌لو - ապաբնակեցվել է ۱۹۶۰-ական թվականներին
- Չուլլու - متروکه‌شده ۱۹۶۰-ական թվականներին
- hy:Ջիբիլլու - ۱۹۵۹ بعد از (میلادی) ապաբնակեցվել է
- سراشن
- سواکار
- سزناک
- سیونیک (روستا)|
- ورین گیراتاغ
- hy:Վաչագան Ներքին - دهه ۱۹۳۰ (میلادی) միացվել է Վաչագան Վերին գյուղին, իսկ ապա երկուսը միասին մտել են در حومه شهر کاپان
- hy:Վաչագան Վերին - دهه ۱۹۳۰ (میلادی) միացվել է Վաչագան Ներքին գյուղին, իսկ ապա երկուսը միասին մտել են در حومه شهر کاپان
- وارداوانک
- ورین خوتانان
- تاندزاور
- اوژانیس
- نور آستغابرد
- hy:Փիրդովդան -بعد از ապաբնակեցվել է  (میلادی) ۱۹۲۲
- گغاوانک
- hy:Փխրուտ - دهه ապաբնակեցվել է ۱۹۷۰-ական
- کیتسک
- کاروت
- Օխչի - ۱۹۳۹ بعد از (میلادی) մտել է در حومه شهر کاجاران
- اوختار
- Օխտար Վերին

## نگارخانه

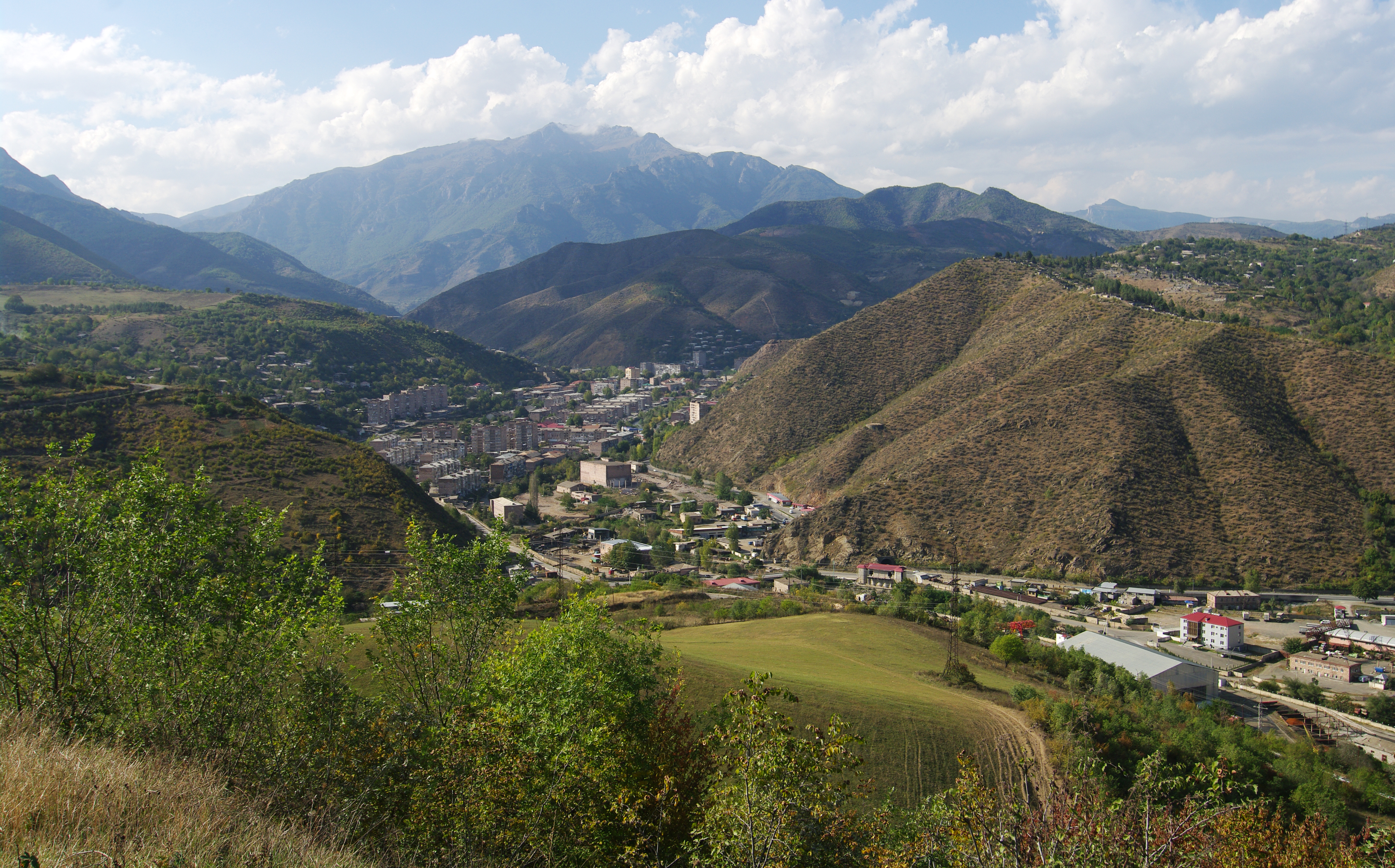
کاپان
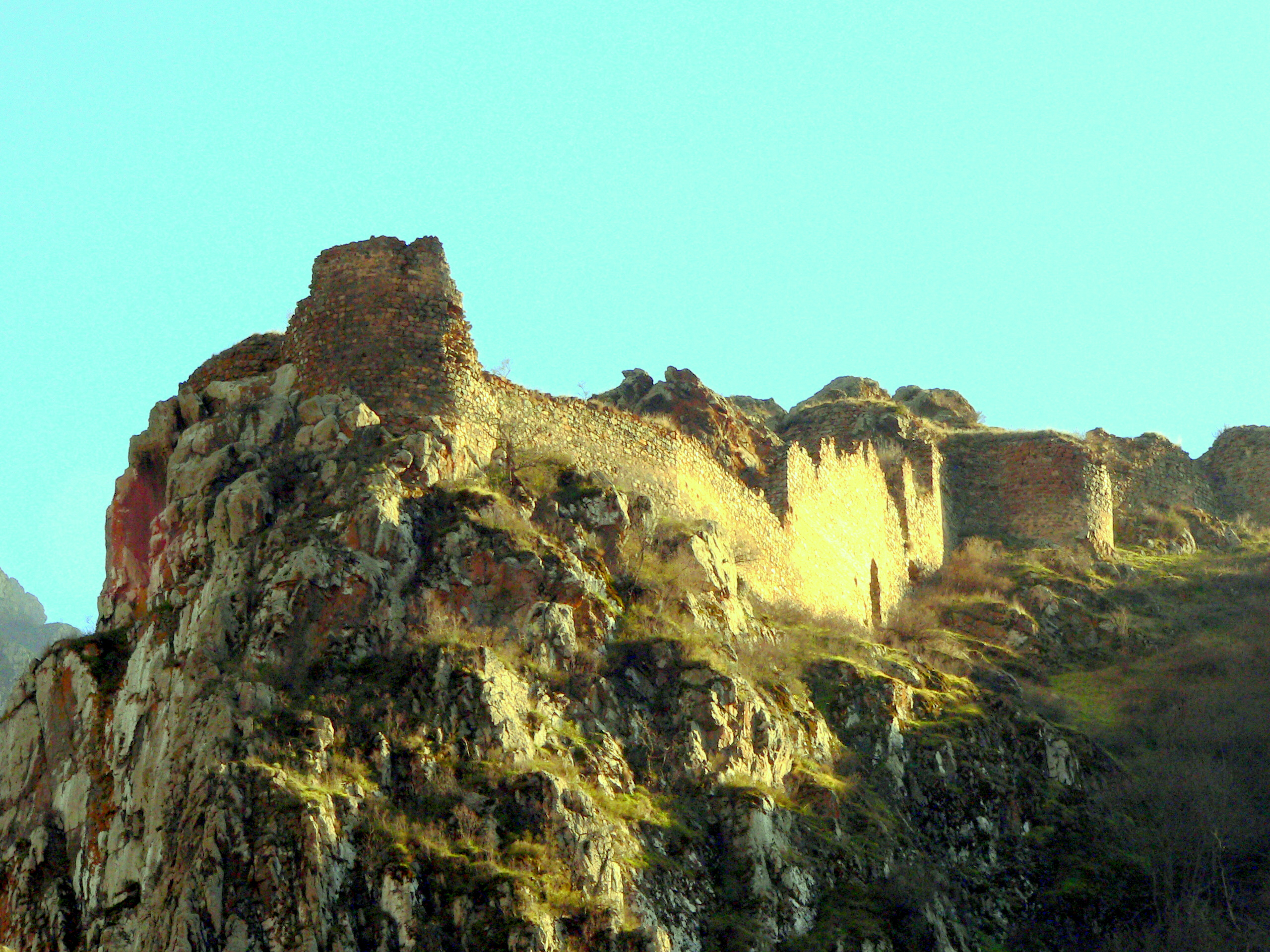
باغابرد
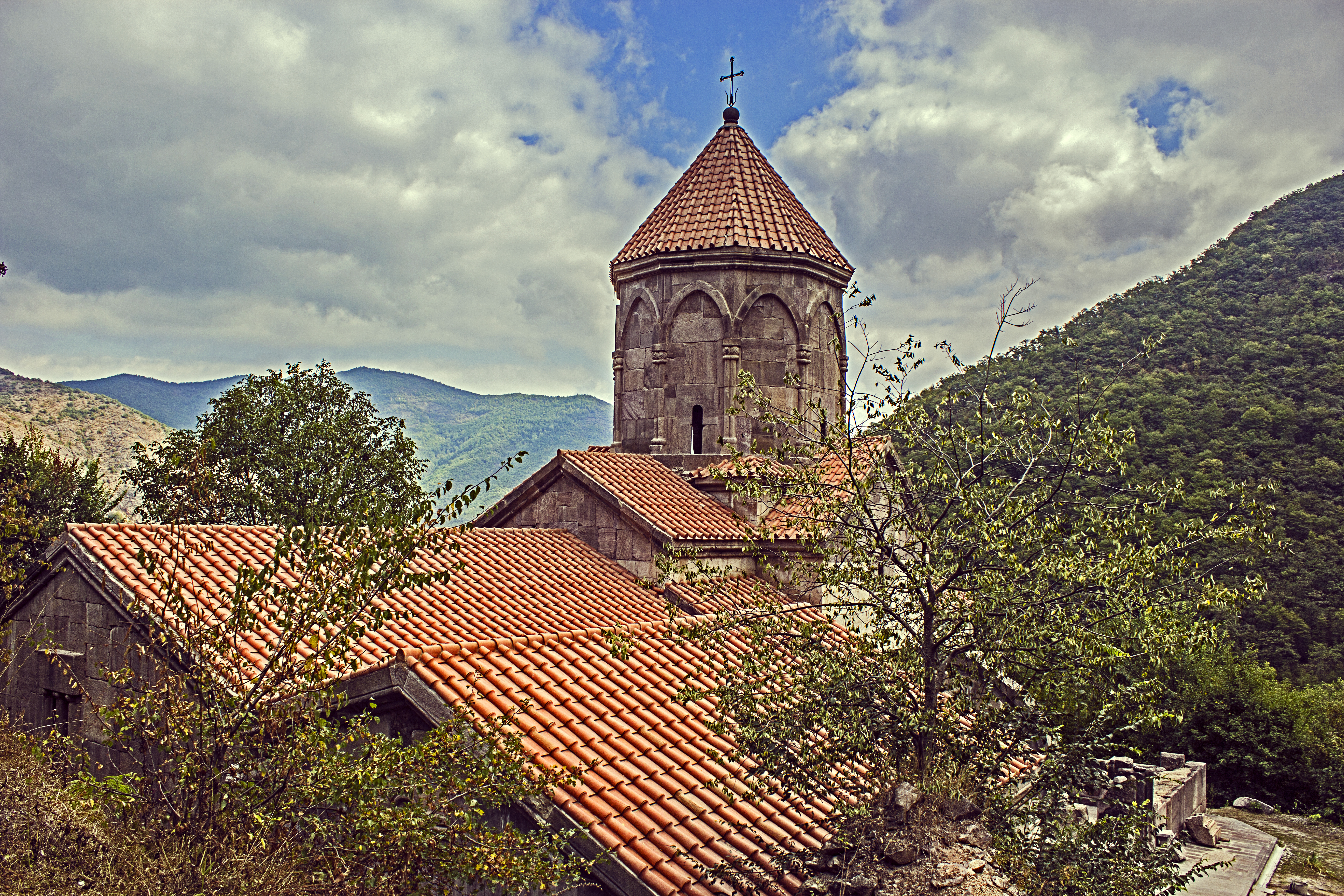
واهاناوانک

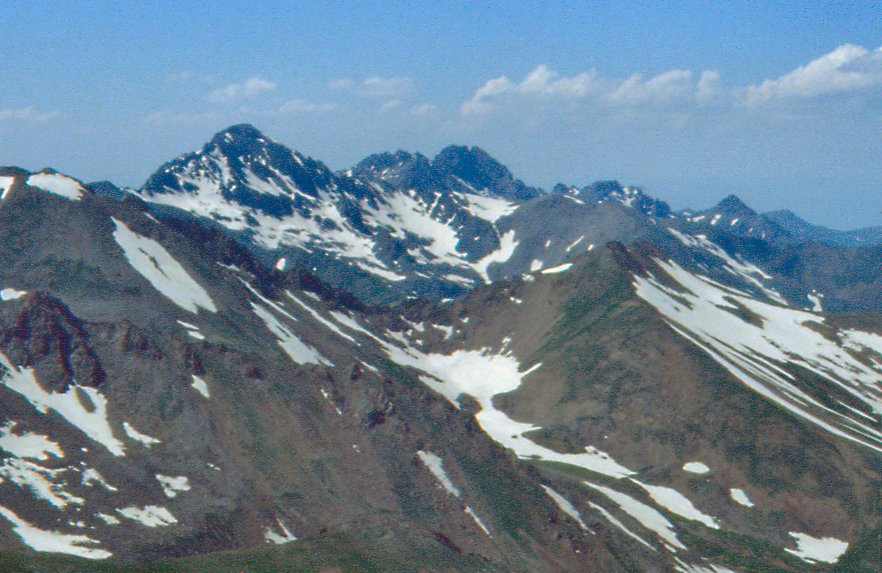
کوه کاپودچوغ
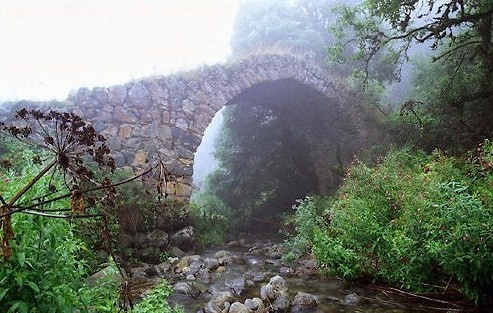
միջնադարյան կամուրջ
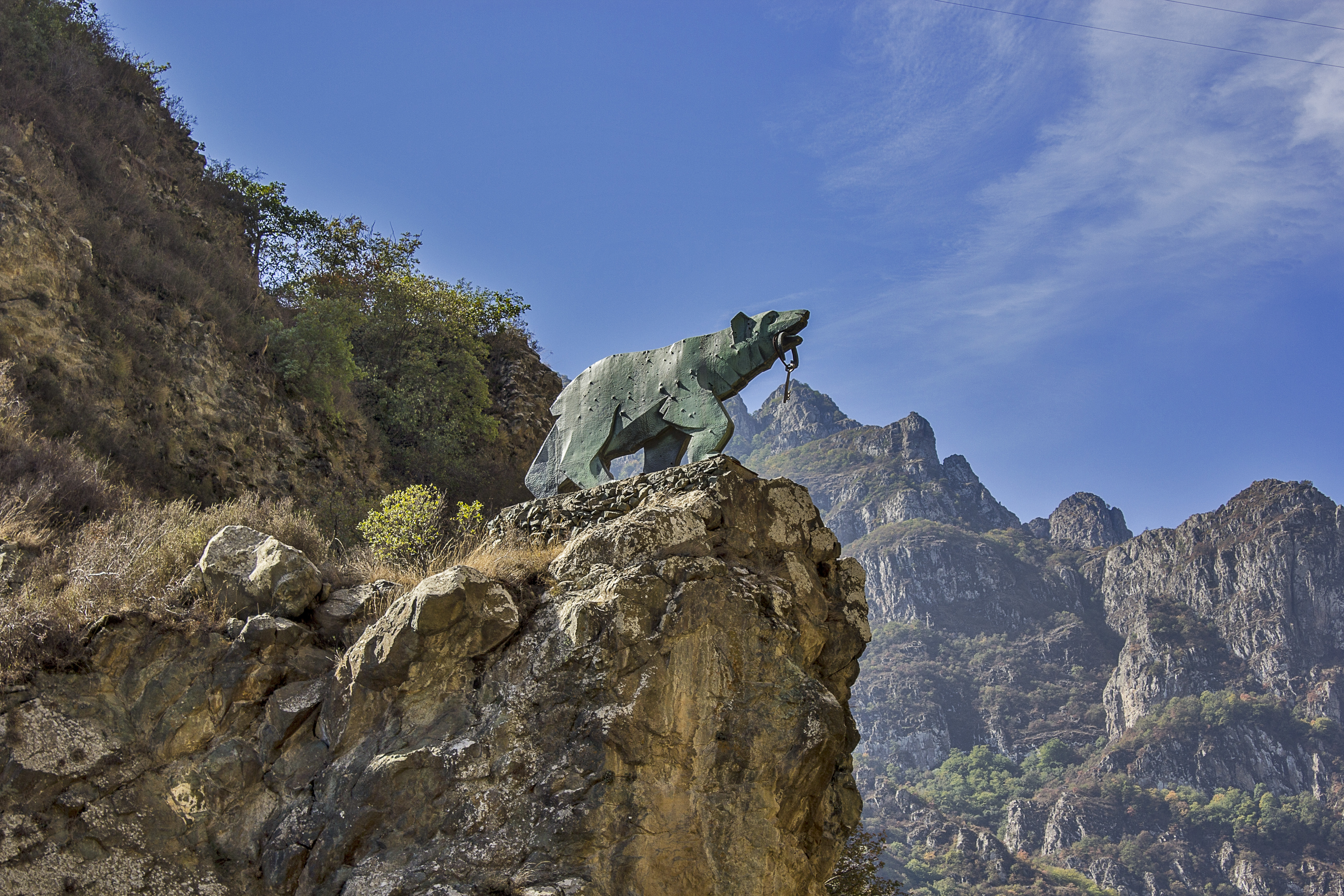
Քաջարանի բանալի